# شد (جيولوجيا)

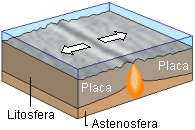

في الجيولوجيا، يشير مصطلح «الشد» إلى الإجهاد الذي يمتد في الصخور باتجاهين متعاكسين. تصبح الصخور أطول في اتجاه جانبي وأرق في الاتجاه الرأسي. إحدى النتائج المهمة لضغط الشد هي الالتصاق بالصخور. إلا أن إجهاد الشد نادر لأن معظم الإجهاد تحت السطحي هو عبارة عن ضغط، بسبب وزن الحمولة الزائدة.

## الفصل
يشكل إجهاد الشد الفواصل في الصخور. الفاصل عبارة عن كسر يتشكل داخل الصخرة ويكون حركته لفتح الكسر أكبر من الحركة الجانبية التي تحدث. تتشكل الفواصل في الاتجاه العمودي لأقل إجهاد أساسي، مما يعني أنها تتشكل عموديًا على إجهاد الشد. إحدى الطرق التي تشكل الفواصل هي ضغط المائع وعند انحناء الطيات في الصخور. يحدث هذا بتشكل إجهاد الشد الموضعي في ذروة الطية أو بسبب ضغط المائع، مما يؤدي في النهاية إلى الفصل.
توجد طريقة أخرى تتشكل بها المفاصل ترجع إلى التغيير في وزن الغطاء الفوقي. تخضع الصخور لدرجات حرارة عالية وضغوط عالية لأنها تقع تحت ثقلها الهائل. بمرور الوقت، تتآكل الصخور وينقص وزن الغطاء الفوقي، وبالتالي تبرد الصخور وتتعرض لضغط أقل، مما يؤدي إلى تغيير شكل الصخور، وغالبًا ما تتشكل الفواصل. عندما يُرفع الضغط من الصخور، فإنها تكون قادرة على الرد على الشد عليهم من خلال تشكيل هذه الشقوق أو الفواصل.

## حدود متباعدة
يتواجد الشد الجيولوجي أيضًا في المناطق التكتونية من الحدود المتباعدة. تتشكل هنا الحجرة الصهارية تحت القشرة المحيطية وتتسبب في انتشار قاع البحر في تكوين قشرة محيطية جديدة. ترجع بعض القوة التي تدفع الصفيحتين عن بعضهما إلى قوة دفع الحيد في الحجرة الصهارية. ومع ذلك، فإن الشد مسؤول عن معظم «الاتجاهات المعاكسة» التي تسحب الصفائح. عندما تبرد القشرة المحيطية المنفصلة بمرور الوقت، فإنها تصبح أكثر كثافة وتغوص بعيدًا عن محور الحيد. يتسبب تبريد قشرة المحيط وغرقها في إجهاد الشد والذي يساعد أيضًا في دفع تفكك الصفائح عند محور الحيْد.